# Vukovi
Vukovi (serb. Wölfe) ist eine schottische Rock-Band aus Kilwinning.

## Geschichte
Gitarrist Hamish Reilly, Bassist Jason Trotter und Schlagzeuger Martin Lynch spielten in den 2000er Jahren in der Band Wolves. Nachdem ihr Sänger die Band verlassen hatte, bewarb sich Janine Shilstone für den Posten, nachdem sie selbst kurz zuvor ihre alte Band verlassen musste. Shilstone wurde die neue Sängerin und die Band Vukovi wurde gegründet. Der Bandname ist das serbische Wort für Wölfe. Zusammen veröffentlichte die Band in den Jahren 2011 und 2012 drei EPs, bevor Martin Lynch ausstieg und durch den neuen Schlagzeuger Colin Irving ersetzt wurde. Es folgten eine Reihe von Singles, bevor am 10. März 2017 über LAB Records das selbst betitelte Debütalbum erschien. Ein Jahr später verließen Jason Trotter und Colin Irving die Band, die dadurch zum Duo schrumpfte.
Das von Bruce Rintoul produzierte zweite Studioalbum Fall Better erschien am 24. Januar 2020. Ein Jahr später spielte die Band beim Download-Festival und beim Slam Dunk Festival. Am 7. Oktober 2022 veröffentlichte die Band über LAB Records ihr drittes Studioalbum Nula. Bei den Heavy Music Awards 2023 wurde das Album in der Kategorie Best Production ausgezeichnet. Darüber hinaus erhielt das Album Nominierungen in den Kategorien Best Album und Best Album Artwork und die Band in den Kategorien Best UK Artist und Best UK Live Artist. Im August 2023 wurden Vukovi von SharpTone Records unter Vertrag genommen. Außerdem spielte die Band beim deutschen Festival Full Force (2023) und beim Reload Festival (2024).

## Stil
Liam Martin von Allmusic beschrieb Vukovi als Pop-Rock-Gruppe, die „harte Rock-Riffs mit melodischen und eingängigem Gesang vermischt um einen Sound zu kreieren, der sowohl intensiv als auch spaßig ist“. Das deutsche Onlinemagazin Morecore beschrieb die Musik als Mix aus elektronischen Pop-Punk-Melodien mit leichten Nu-Metal-Einflüssen. Emily Carter vom britischen Magazin Kerrang bezeichnete Vukovi als Elektro-Rock und empfahl das Album Nula Fans von Bring Me the Horizon, Wargasm und Frank Carter & The Rattlesnakes. Ihre Kollegin Rachel Roberts empfahl das nachfolgende Album My God Has Got a Gun Fans von Royal Blood und Yonaka. Zu den Einflüssen zählen Bands wie Foals, Rage Against the Machine, Incubus, Death from Above sowie Sängerinnen wie Sia und Florence Walsh. Sängerin Janine Shilstone schreibt in ihren Texten über persönliche Erfahrungen.

## Diskografie
Alben
- 2017: Vukovi (LAB Records)
- 2020: Fall Better (VKVI)
- 2022: Nula (LAB Records)
- 2025: My God Has Got a Gun (SharpTone Records)

EPs
- 2011: It Looked So Good on Me (EmuBands)
- 2012: …But I Won’t Wear You Again (EmuBands)
- 2012: Sweet Swears (EmuBands)

Musikvideos
- 2011: Try Before You Buy (Use Your Sex)
- 2011: Schwagger
- 2012: Target Practice
- 2012: We Are Robots
- 2012: These Ghosts Won’t Le Me
- 2014: So Long Gone
- 2015: Boy George
- 2015: Bouncy Castle
- 2016: Animal
- 2017: La Di Da
- 2017: Weirdo
- 2017: And He Lost His Mind
- 2019: Claudia
- 2019: All That Candy
- 2021: Hurt
- 2022: Lasso
- 2022: Hades
- 2022: I Exist
- 2023: Creep Heat
- 2023: Mercy Kill
- 2024: Gungho
- 2024: Misty Ecstasy

## Musikpreise
| Jahr | Kategorie           | für    | Resultat  |
| ---- | ------------------- | ------ | --------- |
| 2023 | Best UK Artist      | Vukovi | Nominiert |
| 2023 | Best UK Live Artist | Vukovi | Nominiert |
| 2023 | Best Album          | Nula   | Nominiert |
| 2023 | Best Album Artwork  | Nula   | Nominiert |
| 2023 | Best Production     | Nula   | Gewonnen  |